# Somano
Somano är en ort och kommun i provinsen Cuneo i regionen Piemonte i Italien. Kommunen hade 326 invånare (2018).